# Панарет (Наумов)
Епископ Панарет (в миру Пётр Наумов, болг. Петър Наумов; 27 июня 1878, село Подмочани — 12 февраля 1944, София) — епископ Болгарской православной церкви, епископ Брегалнишский.

## Биография
Родился в 1878 году в ресенском селе Подмочани (ныне община Ресен, Республика Македония). Учился в родном селе. В 1901 году принял монашество.
11—26 октября 1901 года принят в число студентов I курса Московской духовной академии по сокращённому экзамену. В 1904 году прервал обучение в МДА на третьем курсе.
11 июня 1908 года по определению Совета Академии вновь принят на четвёртый курс, с обязательством сдать в начале 1908—1909 учебного года устные переводные испытания по предметам третьего курса. В 1909 году окончил МДА со степенью кандидата богословия.
В 1908—1910 годы — протосинкелл Скопской болгарской митрополии.
В 1910 году перемещён в Касторию, где замещал Иларион, в должности управляющего Костурской епархией Болгарского экзархата.
26 октября 1911 года возведён в сан архимандрита.
В ноябре 1913 года, когда Кастория была окончательно закреплена за Грецией, архимандрит Панарет был изгнан. После этого он до 1915 года служил настоятелем Бачковского монастыря.
После начала Первой мировой войны архимандрит Панарет ушёл добровольцем на фронт и служил полковым священником в третьем полку Одиннадцатой пехотной македонской дивизии. В 1916—1919 годы служил протосинкеллом на Скопской епархии, которая в годы войны временно отошла в состав Болгарии.
В 1919 году архимандрит Панарет повторно был назначен игуменом Бачковского монастыря.
В 1923 году освобождён от настоятельность в Бачковском монастыре и назначен ректором Пловдивской духовной семинарии.
6 декабря 1925 года в пловдивском кафедральном соборе Святой Марины был хиротонисан в епископа с титулом Брегалнишский. Хиротонию возглавил наместник-председателя Священного Синода митрополит Пловдивский Максим (Пелов).
С 1929 до 1933 года епископ Панарет в третий раз был игумен в Бачковского монастыря, а затем до 1934 года — ректором священнической школы в Черепишском монастыре.
После оккупации болгарскими войсками Македонии весной 1941 года, в мае епископ Панарет становится викарием управляющего Скопско-Велешской епархией митрополита Тырновского Софрония. Затем определён помощником управляющего Охридско-Битольской епархией митрополита Ловчанского Филарета.
Скончался 12 февраля 1944 году в Софии. Похоронен в храме Святого Николая Мирликийского в районе Горна-Баня.